# Benedict Neff
Benedict Neff (* 1983 in Schwyz, Kanton Schwyz) ist ein Schweizer Journalist. Er leitet das Auslandressort der Neuen Zürcher Zeitung (NZZ).

## Leben
Neff wuchs in Rickenbach SZ auf. Er studierte Germanistik, Geschichte und Religionswissenschaft an den Universitäten Zürich und Wien. Das Lizentiat erwarb er 2011 mit der Arbeit Die Idee der Beichte als Form der Selbstthematisierung, Verhüllung und Enthüllung – eine sprachwissenschaftliche Untersuchung anhand von Beichtspiegeln und -stühlen.
Von 2012 bis 2013 war Neff erst Praktikant, dann als temporärer Stellvertreter Medienjournalist beim Persönlich Verlag. Unter Markus Somm schrieb er von 2013 bis 2015 als Politik-Redaktor der Basler Zeitung und war von 2015 bis 2017 deren Deutschland-Korrespondent. Er wechselte 2017 als Redaktor ins neu gegründete Büro Berlin der NZZ und wurde im Januar 2018 in Berlin ihr politischer Deutschland-Korrespondent. Im März 2020 ging er zur Verlagsgruppe Axel Springer SE als Referent des Vorstandsvorsitzenden Mathias Döpfner.
2021 holte Chefredaktor Eric Gujer Neff als Feuilletonchef zurück zur NZZ. Seit März 2025 leitet er das Auslandressort der Zeitung.